# 川前町下桶売
川前町下桶売（かわまえまち しもおけうり）は、福島県いわき市の大字である。郵便番号は979-3202。

## 地理
いわき市中部の川前地区に属する。北西で川前町上桶売、川前町小白井、北で双葉郡川内村上川内、北東で川内村下川内、東で小川町上小川、南で川前町川前、南西角で田村郡小野町南田原井、西で小野町夏井とそれぞれ隣接する。概ね町村制施行以前の楢葉郡下桶売村の流れを汲む地域である。二級水系夏井川水系鹿又川、門八川流域を主な範囲とする。中央部を鹿又川に沿い南北に福島県道287号上川内川前線が、西部を門八川に沿い南北に福島県道359号神俣停車場川前線が貫く。域内のほとんどが山林で占められ、川沿いのわずかな平地に水田が広がり、街道沿いや山裾を中心に人家が立地する。内郷御厩町に所在するいわき中央警察署及び川前町川前に所在する平消防署川前分遣所がそれぞれ管轄にあたる。
2025年（令和7年）3月10日、いわき市役所川前支所が旧桶売中学校校舎（いわき市川前町下桶売字久保田96-2）に移転することとなった。

### 主な字
字
- 五味沢
- 矢田谷地
- 西向
- 久保田
- 藪ノ上

- 城木坂
- 殿林
- 芹ケ作
- 城木
- 高部

- 上高部
- 志田名
- 荻

### 河川
二級水系夏井川水系
- 鹿又川
- 門八川

## 歴史
- 1879年1月27日 - 棚倉藩領下桶売村が福島県内における郡区町村制の施行により楢葉郡の村となる[5]。
- 1889年4月1日 - 町村制の施行により下桶売村が川前村、上桶売村、小白井村と合併し川前村が発足する。旧下桶売村域は川前村の大字となる。[5]。
- 1896年4月1日 - 郡の廃置分合により楢葉郡より分離し、磐前郡、磐城郡、菊多郡の合併により新たに発足した石城郡へ編入され、石城郡川前村となる[5]。
- 1966年10月1日 - 川前村が平市・磐城市・常磐市・勿来市・内郷市、石城郡遠野町・四倉町・小川町・三和村・田人村・好間村、双葉郡久之浜町・大久村と合併しいわき市となり、いわき市川前地区の大字となる[5]。

## 世帯数と人口
2023年10月31日現在の世帯数と人口は以下の通りである。
| 大字         | 世帯数  | 人口  |
| ------------ | ------- | ----- |
| 川前町下桶売 | 127世帯 | 262人 |

## 小・中学校の学区
市立小・中学校に通う場合、学区は以下の通りとなる。
| 番地 | 小学校               | 中学校               |
| ---- | -------------------- | -------------------- |
| 全域 | いわき市立小川小学校 | いわき市立小川中学校 |

## 交通

### 道路
- 福島県道36号小野富岡線
  - 吉間田大橋
- 福島県道41号小野四倉線
- 福島県道287号上川内川前線
- 福島県道359号神俣停車場川前線

## 施設
- いわき市役所 川前活性化センター
- 旧いわき市立桶売中学校・いわき市立桶売小学校
- 稲荷神社
- 星神社